# Yoshinori Fujita
Yoshinori Fujita (藤田 圭宣 Fujita Yoshinori?) es un seiyū japonés nacido el 27 de octubre del 1976 en Aomori, Japón. Papeles notables incluyen series como Ouran High School Host Club o Trinity Blood. Los hobbies de Yoshinori incluyen la pintura y el canto. Actualmente está afiliado a Arts Vision.

## Roles interpretados
Lista de roles interpretados durante su carrera.
Los papeles principales están en negrita.

### Anime
1997
- Ganbare Goemon como Noboru.

2002
- Duel Masters como Jamira.
- Panyo Panyo Di Gi Charat como Mania.

2004
- Gantz como Greenonion Alien (hijo) (ep. 2)
- Keroro Gunso como corresponsal (ep. 1)
- Space Symphony Maetel ~Ginga Tetsudō 999 Gaiden~ como Jim.
- W~Wish como Tomokazu Kishida.

2005
- Honey and Clover como Hermano de Yamada(ep. 7)
- Odenkun como Hanpen-kun.
- Trinity Blood como Alessandro XVIII.

2006
- Oban Star-Racers como Koji.
- Ouran High School Host Club como Kaoru Hitachiin.
- Tactical Roar como Rash Beyond.
- Tsuyokiss - Cool×Sweet como Tsuchinaga-san.
- XXXHOLiC como Eric (Karasu Tengu) (eps. 11, 16, 18)

2007
- Bamboo Blade como Makoto Iwasa (ep. 26)
- Bokurano como Isao Kako.
- Ghost Hound como Atsushi Hirata.
- Heroic Age como Paeto Ou.
- Nodame Cantabile como Masumi Okuyama.
- Sugar Bunnies como Latte Usa.

2008
- Kannagi: Crazy Shrine Maidens como Tanabe-san (ep. 9)
- Kyōran Kazoku Nikki  como Ginka Midarezaki.
- Skip Beat! como Hiroaki Ogata.
- Soul Eater como Justin Law.
- Special A como Hajime Takei (eps. 2, 3, 10)
- XxxHOLiC: Kei  como Eric (Karasu Tengu) (eps. 2, 3)

2009
- Asura Cryin'' como Yasutake Satomi.
- Asura Cryin' 2 como Yasutake Satomi.

### Películas
- Naruto Shippūden: La película como Taruho.